# Monasterio de Sancti Spiritus el Real (Toro)

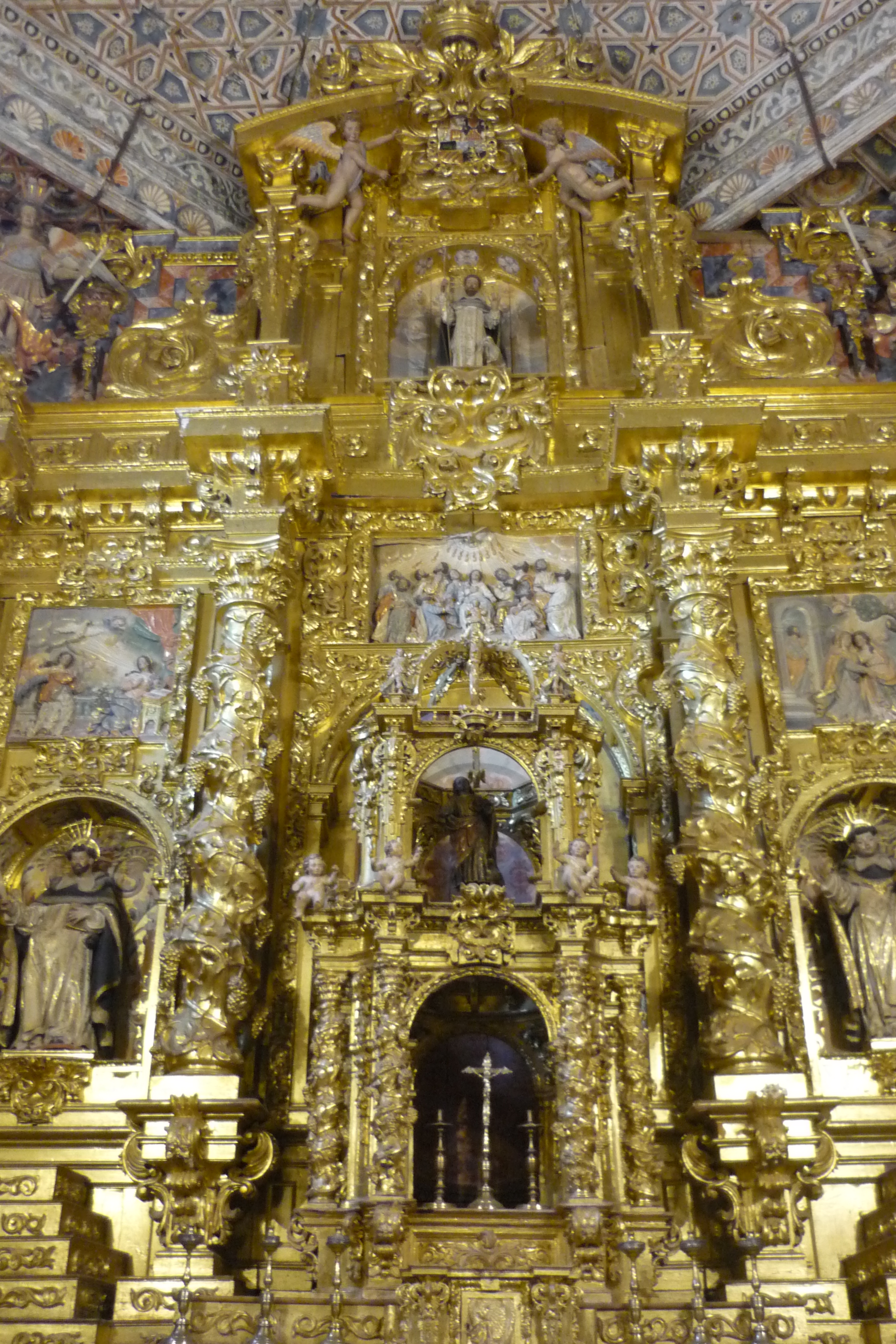
Retablo churrigueresco de la iglesia

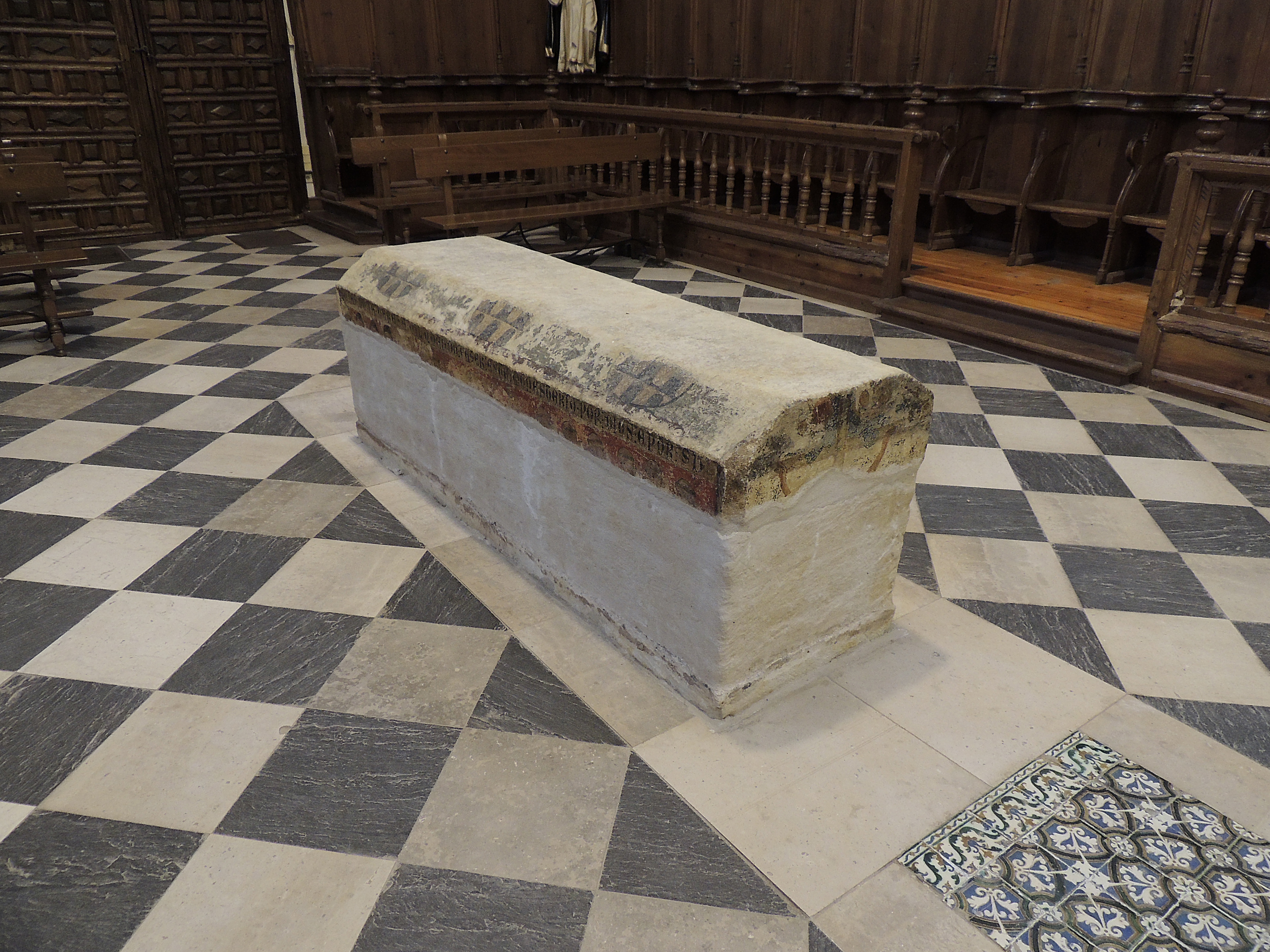
Sepulcro de Teresa Gil

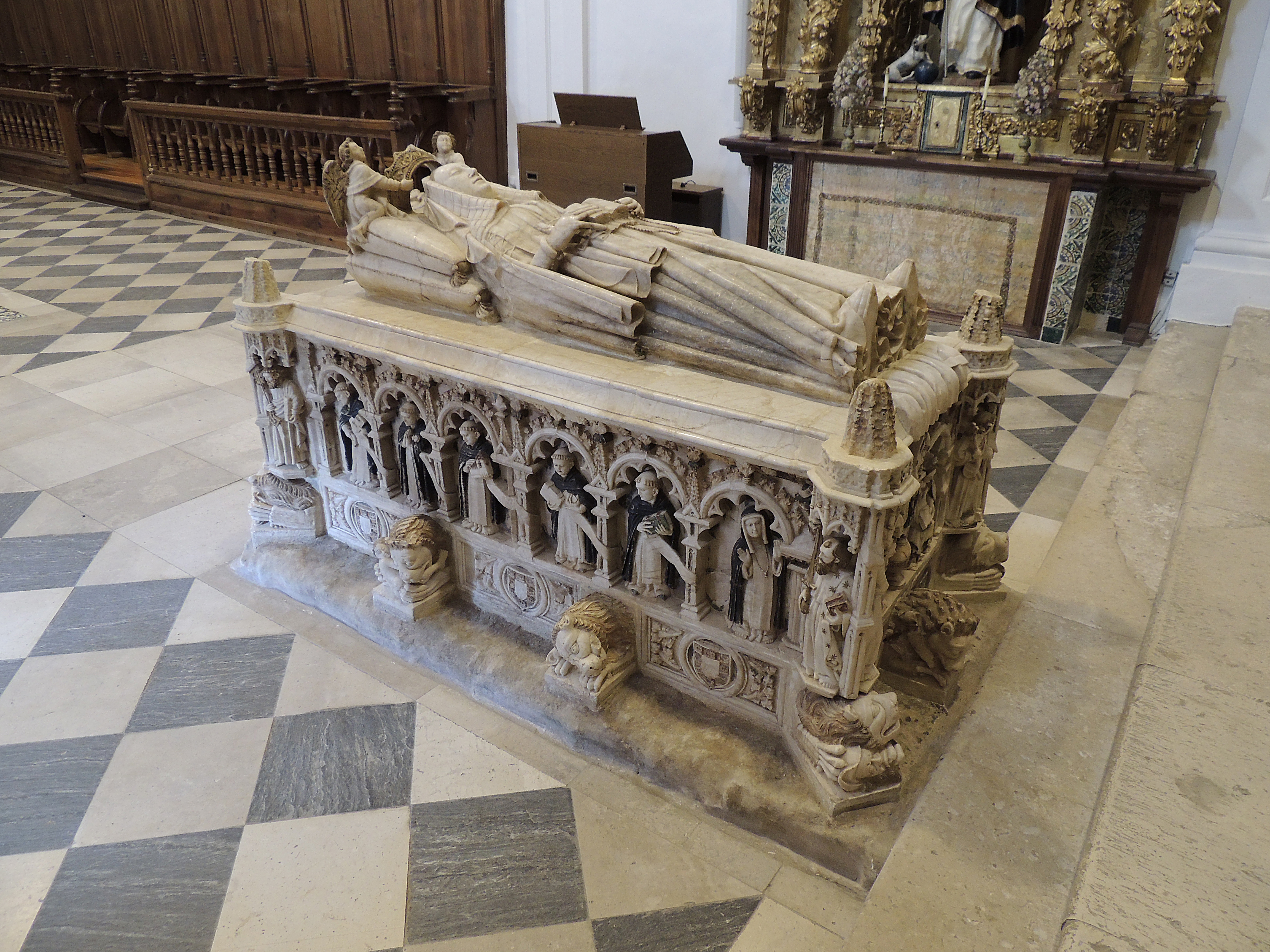
Sepulcro de Beatriz de Portugal

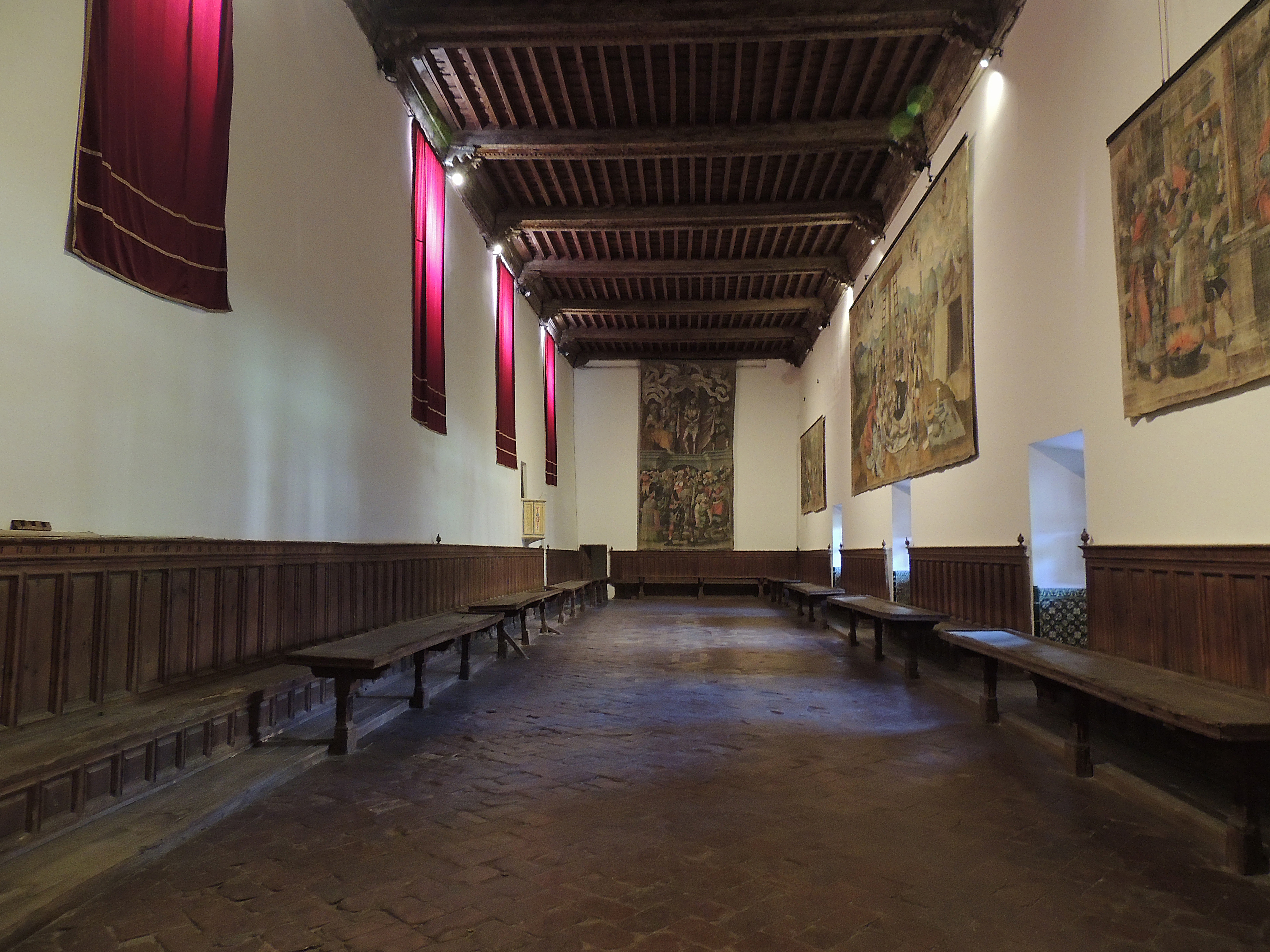
Refectorio

El monasterio de Sancti Spiritus el Real, perteneciente a la congregación de las dominicas contemplativas, se encuentra situado en la ciudad española de Toro (Zamora, Castilla y León).
En él se encuentra el Museo de Arte Sacro de Toro, donde se encuentra una colección única de sargas policromadas del siglo XVI, con escenas de la Pasión tomadas de estampas italo-flamencas de grandes dimensiones. La principal obra de arte del monasterio es el sarcófago mausoleo de Beatriz de Portugal, reina consorte de Castilla y León. Del inmueble también destaca su iglesia, coro, claustro, sala capitular y refectorio, entre otros.
El convento fue declarado por decreto, de 27 de septiembre de 1943, Monumento Histórico-Artístico, precedente de la actual figura de Bien de Interés Cultural.

## Historia
El monasterio fue fundado por Teresa Gil en 1307, tal y como había dispuesto en su testamento, otorgado en la ciudad de Valladolid el 16 de septiembre de 1307. Teresa Gil, dama portuguesa afincada en el reino de Castilla y León, deseaba fundar un monasterio de la Orden de Predicadores bajo la advocación de San Salvador, aunque pocos años después el monasterio cambió su nombre por el de Sancti Spiritus, pues aparece mencionado con ese nombre en un documento otorgado en Olmedo el 14 de marzo de 1316, durante la minoría de edad de Alfonso XI de Castilla.
Alfonso XI, bajo la tutoría de su abuela, la reina María de Molina, otorgó licencia para la fundación del monasterio, y ambos personajes emitieron diversas órdenes a fin de acelerar la construcción del monasterio. El canciller mayor del reino de León colocó la primera piedra del monasterio, en un acto celebrado el 27 de agosto de 1316. A petición de la priora y de las monjas del monasterio, el rey Alfonso XI ordenó cercarlo, mediante documento otorgado el 13 de marzo de 1330.
En 1345 ya había finalizado la construcción de la iglesia y el coro del monasterio, pues en dicho año fue trasladado al coro el cadáver de la fundadora, Teresa Gil, que había estado sepultada hasta entonces en la iglesia de Santo Domingo de Zamora. En esos momentos ya estaba construida la iglesia, el coro lateral, el claustro principal y la sala capitular. 
Durante el siglo XV destacó en el monasterio la presencia de dos miembros de la realeza castellana, siendo una de ellas la reina Beatriz de Portugal, esposa del rey Juan I de Castilla, y la otra Leonor Sánchez, hija del conde Sancho de Castilla y nieta del rey Alfonso XI de Castilla. 
En 1868, durante el Sexenio Revolucionario, las monjas dominicas se vieron obligadas a abandonar el monasterio, aunque regresaron tres años después, en 1871. Durante esos tres años desaparecieron innumerables obras de arte del monasterio.
Fue declarado Monumento Histórico-Artístico el 27 de septiembre de 1943, mediante un decreto publicado en el Boletín Oficial del Estado el 10 de octubre de 1943, firmado por Francisco Franco y José Ibáñez Martín, por entonces ministro de Educación Nacional. En aplicación de la disposición adicional primera de la Ley 16/1985, de 25 de junio, del Patrimonio Histórico Español, y de la disposición adicional primera de la Ley 12/2002, de 11 de julio, de Patrimonio Cultural de Castilla y León, el inmueble pasó a estar considerado Bien de Interés Cultural. Mediante Acuerdo 3/2011, de 13 de enero, de la Junta de Castilla y León, se delimitó su entorno de protección y los bienes muebles afectados por la declaración.

## Iglesia
La iglesia es de una sola nave, siendo la cabecera más estrecha que la nave pero de mayor altura. La iglesia se comunica con el claustro a través de una puerta de arco apuntado, y en el segundo tramo de la nave de la iglesia estaba colocado un torno que fue suprimido durante una de las restauraciones a las que fue sometido el templo. El artesonado que cubre la iglesia es de estilo mudéjar, y está dispuesto a par y nudillo. Todo él está policromado y adornado con escudos de los reinos de Castilla y León y también de la fundadora, Teresa Gil.
La capilla mayor está separada de la nave de la iglesia por un arco toral, que está decorado con frescos que representan a diversos santos de la Orden de Santo Domingo. Las paredes de la iglesia están enfoscadas y se encuentran adornadas con varias pinturas al fresco del siglo XVII.
El retablo mayor es barroco, de estilo churrigueresco, y sustituyó al que fue regalado a la iglesia de la Trinidad de Toro en 1698. Contiene cuatro columnas salomónicas de las que cuelgan racimos de uvas, y todo el retablo está dorado con pan de oro de alta calidad. En el nicho central del retablo está colocado el expositor, y sobre él se halla colocada la san Juan el Evangelista, obra de los hermanos Tomé. En los laterales del retablo están colocadas las imágenes de santo Tomás de Aquino y san Pedro de Verona, y sobre ellos están colocados tres relieves que representan la Anunciación, la Venida del Espíritu Santo y la Visitación. En el cuerpo superior del retablo está colocada la imagen de santo Domingo de Guzmán.
En los laterales de la iglesia están colocados dos pequeños altares, ambos altares de principios del siglo XVIII, que se asemejan en estilo al retablo mayor del templo.

## Coro a los pies de la iglesia
En la iglesia existen dos coros, uno lateral y otro colocado a los pies de la nave del templo. Este último está cubierto por una bóveda de cañón del siglo XVIII, que está decorada con escayola. En el coro están colocados varios retablos barrocos y un órgano. La sillería coral es de madera de pino, aunque los asientos carecen de decoración.
En el coro se encuentran las tumbas de la fundadora, Teresa Gil, la de Leonor Sánchez de Castilla, y el sepulcro de la reina Beatriz de Portugal, segunda esposa del rey Juan I de Castilla. 

## Sacristía
Está situada junto a la iglesia y fue restaurada en 1982. En ella se conservan ornamentos litúrgicos, relicarios, imágenes de santos, objetos de orfebrería, arcas de madera de nogal, y una imagen de santo Domingo de Guzmán del siglo XVIII.

## Refectorio
Es una sala rectangular de cuarenta metros de longitud. Fue restaurada en 1982, a fin de instalar en ella el museo del monasterio, y está cubierta por un artesonado de madera de los siglos XVI y XVIII, que conserva su policromía original, de estilo plateresco. El pavimento del refectorio es de ladrillos cocidos y los huecos de las ventanas están decorados con azulejos de Cuenca del siglo siglo XVIII.
En el refectorio está expuesta una colección de sargas del siglo XVI, con influencias flamencas y florentinas. 